# Ben Shelton
Pour les articles homonymes, voir Shelton.
Benjamin Shelton, né le 9 octobre 2002 à Atlanta, est un joueur de tennis américain professionnel depuis 2022.
Il a remporté trois titres sur le circuit ATP et atteint les demi-finales de l'US Open 2023, et la demi-finale de l'Open d'Australie 2025.

## Biographie
Ben Shelton est le fils de Bryan Shelton, ancien joueur de tennis professionnel et entraîneur de l'équipe masculine de tennis des Florida Gators. Il est né à Atlanta, en Géorgie, où son père est l'entraîneur de l'équipe féminine de tennis de Georgia Tech.
Il vit à Gainesville, en Floride, et il est diplômé de la Buchholz High School.

## Carrière

### Carrière universitaire
Ben Shelton est numéro un USTA des moins de 18 ans. En juin 2020, il s'engage dans l'équipe universitaire des Florida Gators, sous la direction de son père.
Étudiant en finance à l'université de Floride, Shelton brille en 2022 avec un bilan de 37 victoires pour 5 défaites en simple et il remporte le championnat NCAA en simple contre August Holmgren. Il termine l'année en tant que joueur de simple numéro 1 dans les classements ITA (en).
Peu après son parcours au Masters de Cincinnati, Shelton annonce qu'il renonce à son éligibilité universitaire pour devenir professionnel et poursuivre ses études universitaires en ligne afin d'obtenir son diplôme en finance.

### 2022: révélation et entrée dans le top 100 mondial

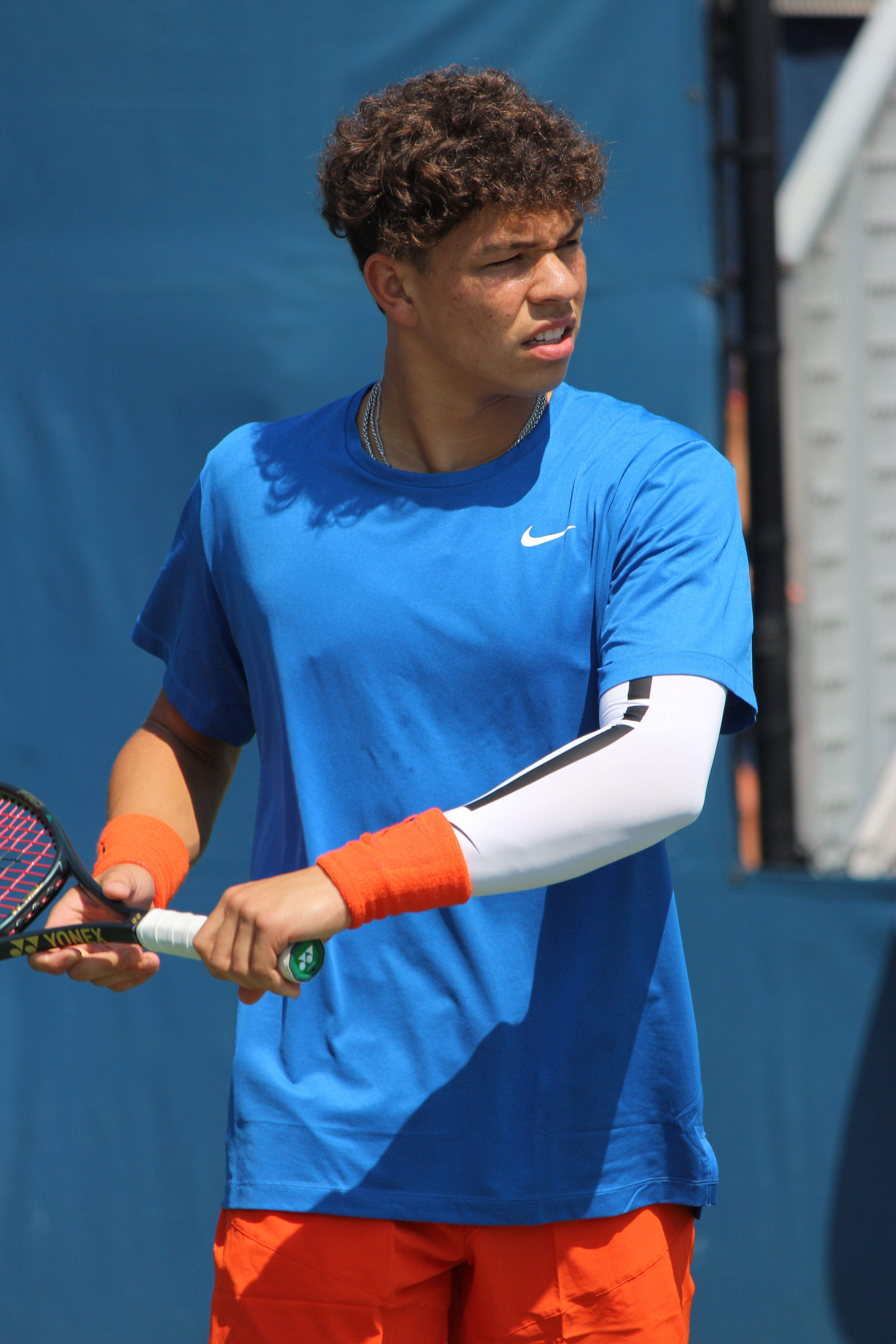
Ben Shelton à l'US Open en 2022.

En juillet, Ben Shelton atteint sa première finale de Challenger à Rome, en Géorgie ; il la perd contre Wu Yibing. La semaine suivante, il est demi-finaliste du Challenger d'Indianapolis.
Il fait ses débuts sur le circuit ATP à l'Open d'Atlanta en bénéficiant d'une wild card. Au premier tour, il bat Ramkumar Ramanathan pour sa première victoire sur le circuit puis perd au tour suivant contre John Isner en trois sets, tête de série no 2. Après une seconde finale en Challenger à Chicago, Ben Shelton reçoit une invitation pour le Masters 1000 de Cincinnati. Au premier tour, il bat en trois sets le 56e mondial Lorenzo Sonego, puis crée la surprise en écartant au deuxième tour Casper Ruud, 5e mondial (6-3, 6-3) avec cette victoire, il obtient la première victoire sur un membre du top 10. Il s'incline au tour suivant contre Cameron Norrie.
Il reçoit une invitation pour figurer dans le tableau principal de son premier tournoi du Grand Chelem, l'US Open. Il s'y incline au premier tour contre le qualifié Nuno Borges dans un match disputé en cinq sets (66-7, 6-3, 65-7, 7-68, 3-6). Il a également participé en double en faisant équipe avec son compatriote Christopher Eubanks. Ils se font éliminer au deuxième tour après avoir battu Stéfanos Tsitsipás et Pétros Tsitsipás au premier tour.
Finaliste à Tiburon en octobre, il réalise une fin de saison remarquable en s'adjugeant les trois Challenger américains de fin de saison à Charlottesville, Knoxville et Champaign. Ces résultats lui permettent d'entrer pour la première fois dans le top 100 du classement ATP. Il est le plus jeune Américain à atteindre le top 250.

### 2023:1redemi-finale de Grand Chelem à l'US Open, premier titre sur le circuit ATP, quart de finale à l'Open d'Australie et Shanghai et entrée dans le top 15

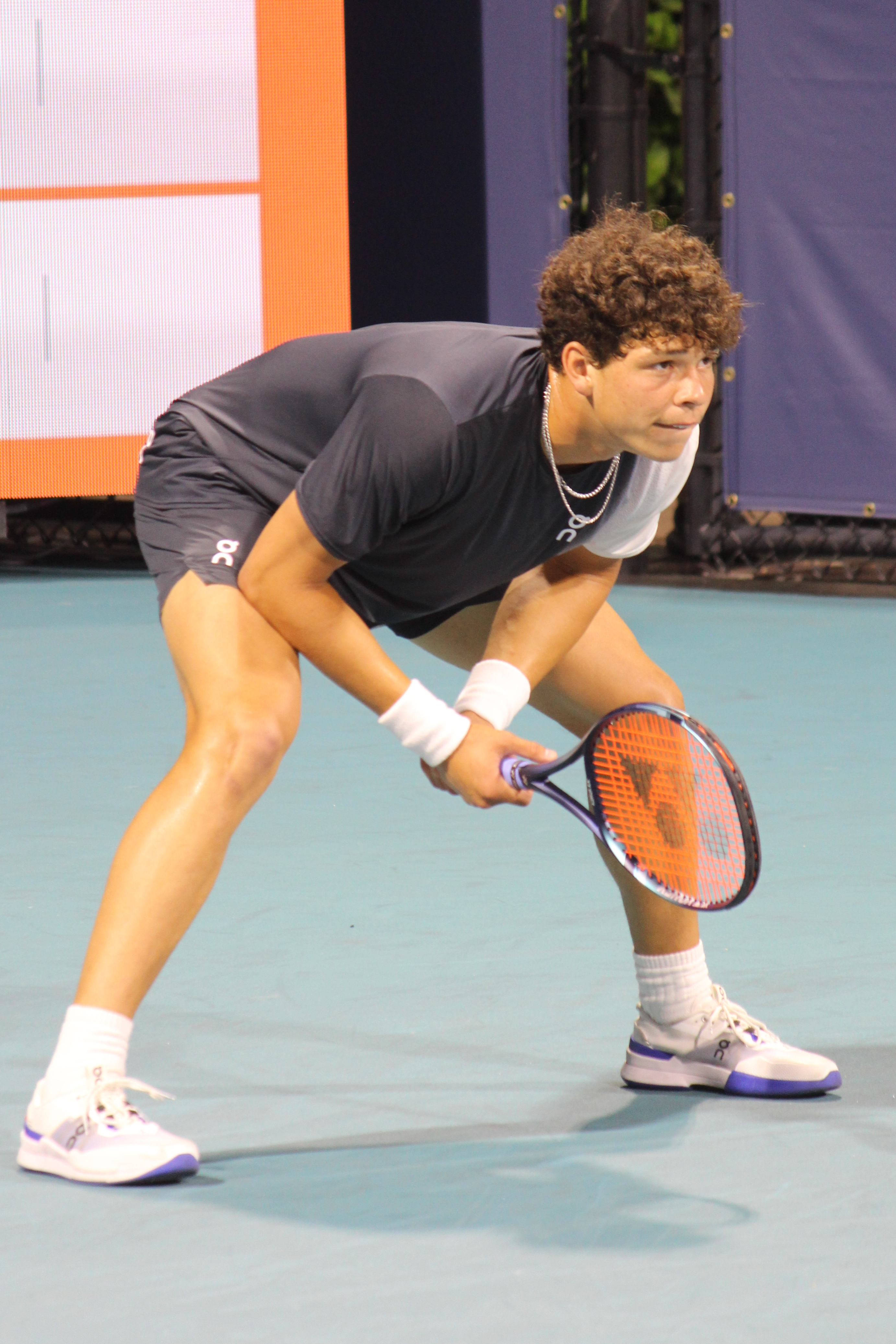
Ben Shelton au Masters de Miami en 2023.

Pour son premier déplacement en dehors des États-Unis, il se rend en Océanie afin d'y disputer le premier tournoi du Grand Chelem de la saison, l'Open d'Australie. Vainqueur au premier tour de Zhang Zhizhen après avoir sauvé une balle de match (4-6, 6-3, 6-2, 2-6, 7-64), il passe les trois tours suivants sans rencontrer de tête de série en éliminant successivement Nicolás Jarry, Alexei Popyrin et son compatriote Jeffrey John Wolf (65-7, 6-2, 64-7, 7-64, 6-2),. Il perd ensuite en quarts de finale contre son compatriote Tommy Paul (66-7, 3-6, 7-5, 4-6) après un peu plus de trois heures de jeu,. Avec cette performance, il grimpe de 45 places dans le classement ATP en atteignant le top 50 à la 44e place mondiale, pour la première fois de sa carrière.
Au début de la tournée américaine sur dur, Shelton fait face à un début difficile, commençant par une défaite au premier tour au tournoi de Delray Beach, en deux sets contre Marcos Giron. Ses résultats mitigés se poursuivent au tournoi du Mexique, où il est de nouveau défait au premier tour, cette fois-ci face à Holger Rune, quatrième tête de série, dans un match qui s'est terminé en trois sets. Néanmoins, Shelton réussit à rebondir au Masters d'Indian Wells, avec une victoire sur Fabio Fognini au premier tour, avant d'être battu par son compatriote Taylor Fritz au second tour.
Il ne parvient pas à enchaîner deux victoires consécutives de février jusqu'à l'US Open sur le circuit principal. Il y gagne son premier match, renversant l'Argentin Pedro Cachín (1-6, 6-3, 6-2, 6-4) puis profite de l'abandon de l'ancien vainqueur en 2020 Dominic Thiem (7-61, 1-0 ab.). Il se débarrasse du Russe Aslan Karatsev au troisième tour (6-4, 3-6, 6-2, 6-0) puis prend sa revanche sur Tommy Paul (6-4, 6-3, 4-6, 6-4) en 2 h 51, pourtant annoncé favori avant le match. Il retrouve un autre compatriote en quarts de finale, le numéro dix mondial Frances Tiafoe qu'il sort (6-2, 3-6, 7-67, 6-2), sauvant une balle de troisième set. Il se qualifie ainsi pour sa première demi-finale en Grand Chelem et devient le plus jeune Américain demi-finaliste de l'US Open depuis Michael Chang plus de trente ans plus tôt. Affrontant le Serbe Novak Djokovic, il s'incline logiquement aux portes de la finale (3-6, 2-6, 64-7) en 2 h 42 avec la reprise de la célébration de Shelton par le Serbe, montrant ainsi, son visage provocateur aux yeux de toute l'Amérique et du monde,. Il entre pour la première fois de sa jeune carrière dans le top 20 du classement ATP à la 19e place mondiale, le 11 septembre 2023.
Il participe pour la première fois également à la Laver Cup, événement organisé par Roger Federer. Il gagne son simple (7-64, 6-1) face au Français Arthur Fils. L'équipe Monde remporte l'édition 13 points à 2.
Il sort une nouvelle performance mi-octobre en jouant son premier quart de finale en Masters 1000 à Shanghai, disposant de l'espagnol Jaume Munar (6-4, 6-4), renversant le Russe Roman Safiullin (3-6, 6-3, 6-4) et surtout l'Italien Jannik Sinner, numéro quatre mondial, vainqueur du tournoi de Pékin la semaine précédente (2-6, 6-3, 7-65), ce qui constitue sa plus grande victoire jusqu'alors. Opposé à son compatriote Sebastian Korda, qui dispute pour la première fois le tournoi, il est battu en trois sets (7-610, 2-6, 66-7) dans un gros combat. La semaine suivante, il atteint sa première finale et remporte le premier titre de sa carrière sur le circuit ATP lors de l'ATP 500 de Tokyo en battant le qualifié Taro Daniel, Jordan Thompson, la tête de série no 5 Tommy Paul (7-64, 6-3), le qualifié Marcos Giron en ayant été mené d'un set et deux breaks lors du second set (62-7, 7-65, 6-4), et pour finir en finale il s'impose face à Aslan Karatsev (7-5, 6-1). En conséquence, il atteint le top 15 du classement ATP à seulement 21 ans au 15e rang mondial le 23 octobre 2023.
Il est éliminé dès le premier tour à Vienne par l'Italien numéro quatre Jannik Sinner (62-7, 5-7), et d'entrée au Masters 1000 de Paris-Bercy par l'Espagnol Alejandro Davidovich Fokina (64-7, 7-5, 3-6), ce qui le barre de la route au Masters de fin d'année. Il termine la saison à la 17e place mondiale.

### 2024: 2etitre à Houston, finale à Bâle et quart de finale à Cincinnati
De retour en Australie en début d'année, il écarte le vétéran Espagnol Roberto Bautista-Agut au premier tour (6-2, 7-62, 7-5) et le local Christopher O'Connell (6-4, 6-1, 3-6, 7-65) en quatre manches. Il tombe néanmoins au troisième tour contre le Français Adrian Mannarino après avoir mené deux sets à un (64-7, 6-1, 7-62, 3-6, 4-6) et alors que son adversaire avait disputé deux matchs en cinq sets sur ses deux premiers tours.
Il s'envole en février pour le tournoi de Dallas, dans son pays natal, y bat son compatriote Michael Mmoh (6-3, 6-3) et renverse difficilement l'Australien Jordan Thompson (62-7, 6-4, 6-4) mais est sorti en demi-finale par un autre Américain, Tommy Paul, tête de série numéro deux (2-6, 4-6). Il continue sa progression à Indian Wells, où il se débarrasse de la pépite Tchèque Jakub Menšík (4-6, 6-3, 6-4), finaliste à Doha une semaine auparavant et de l'Argentin Francisco Cerúndolo (7-65, 3-6, 7-65) pour jouer les huitièmes de finale du tournoi pour la première fois. Il tombe contre le vainqueur de l'Open d'Australie et numéro trois mondial Jannik Sinner, invaincu cette année (64-7, 1-6). Vainqueur du très jeune invité Espagnol Martín Landaluce à Miami (6-3, 6-4), il tombe contre un autre Italien, Lorenzo Musetti (4-6, 65-7), qui rejoint alors les huitièmes de finale du tournoi pour la première fois de sa carrière. Il rebondit la semaine suivante début avril à Houston où il renverse la situation face au Belge Zizou Bergs (3-6, 6-4, 6-3). Il élimine son compatriote Brandon Nakashima (7-5, 7-69) et renverse également l'Argentin Tomás Martín Etcheverry (64-7, 6-4, 6-4) en demi-finale. Tête de série numéro une, il s'impose en finale contre le tenant du titre qui n'est autre que Frances Tiafoe, tête de série numéro trois (7-5, 4-6, 6-3). Il s'adjuge ainsi son second titre en carrière, le premier sur terre battue.
Il rejoue quelques semaines plus tard à l'occasion des Masters 1000 de Madrid et Rome et y gagne ses premiers matchs d'abord dans la capitale espagnole, écrasant le Tchèque Tomáš Macháč (6-0, 6-2) avant d'être renversé par le fantasque Kazakh Alexander Bublik (6-3, 62-7, 4-6) puis en capitale italienne renversant le Russe Pavel Kotov (4-6, 6-3, 6-4) mais subissant la loi du Chinois Zhang Zhizhen (2-6, 4-6) qui joue le tournoi pour la première fois. Il échoue d'entrée à Genève contre l'Italien Flavio Cobolli (6-4, 61-7, 2-6) mais parvient la semaine suivante à gagner son premier match à Roland-Garros contre le local et fantasque Hugo Gaston (3-6, 6-3, 6-4, 6-4) avant de profiter de l'abandon de l'ancien numéro quatre mondial Kei Nishikori (7-67, 6-4, ab.) qui dispute son premier Grand Chelem depuis près de trois ans. Malgré ces victoires, il est sorti par le finaliste de Madrid, le Canadien Félix Auger-Aliassime facilement au troisième tour (4-6, 2-6, 1-6). Il enchaîne d'autres défaites surprises contre le qualifié Australien James Duckworth, 101e mondial d'entrée à Stuttgart (65-7, 6-4, 3-6) pour commencer la saison sur herbe, au Queen's face au jeune géant Giovanni Mpetshi Perricard (3-6, 63-7) qui obtient à cette occasion la plus belle victoire de sa carrière jusqu'alors et à Majorque où après avoir sorti l'Australien Rinky Hijikata (6-4, 6-0), il se fait battre par le modeste qualifié et 289e mondial Paul Jubb (3-6, 6-3, 68-7) alors qu'il est tête de série numéro une.
Il livre de grosses batailles lors du tournoi de Wimbledon, parvenant en deuxième semaine à la faveur de trois matchs remportés en cinq manches contre les qualifiés Mattia Bellucci (4-6, 6-3, 3-6, 6-3, 6-4) et Lloyd Harris (4-6, 7-65, 65-7, 6-3, 7-67) et un ancien demi-finaliste, le Canadien Denis Shapovalov (64-7, 6-2, 6-4, 4-6, 6-2). Il s'incline malgré plusieurs balles de troisième set contre le numéro un mondial Jannik Sinner (2-6, 4-6, 69-7) en huitièmes de finale. S'envolant pour les Etats-Unis et ne participant pas aux Jeux Olympiques de Paris 2024, il est battu d'entrée à Atlanta par le jeune Chinois Shang Juncheng (66-7, 4-6). Il remporte difficilement à Washington son match contre le qualifié Moldave Radu Albot (6-4, 65-7, 6-3) ainsi qu'en deux jeux décisifs contre son compatriote Brandon Nakashima et profite de l'abandon à la fin de la deuxième manche du Canadien Denis Shapovalov (7-65, 6-6 dsq.) en quarts. Il est surpris et renversé en demi par l'Italien Flavio Cobolli (6-4, 5-7, 3-6). Comme l'année passée, il est sorti d'entrée à l'Open du Canada, par l'Australien Alexei Popyrin (4-6, 64-7), mais rebondit à Cincinnati où après trois victoires sur le géant Reilly Opelka en deux tie-breaks, sur l'Argentin Tomás Martín Etcheverry (66-7, 7-67, 6-3) en sauvant une balle de match et le Hongrois Fábián Marozsán (6-4, 6-3), il parvient en quart de finale d'un Masters 1000 pour la deuxième fois de sa carrière. Il livre alors, poussé par le public, un match de haute volée contre le numéro quatre mondial Alexander Zverev, mais s'incline (6-3, 63-7, 5-7).
De retour à l'US Open, il est sérieux contre l'ancien vainqueur Dominic Thiem qui joue alors son dernier match en Grand Chelem (6-4, 6-2, 6-2) et contre le vétéran Roberto Bautista-Agut (6-3, 6-4, 6-4). Il retrouve au troisième tour, comme l'année passée, son compatriote Frances Tiafoe qui prend sa revanche dans un duel en cinq sets (6-4, 5-7, 7-65, 4-6, 3-6). Il remporte deux nouveaux matchs à Shanghaï contre l'ancien Top 10 Denis Shapovalov (6-3, 7-5) pour la troisième fois sur ces derniers mois et l'Espagnol Roberto Carballés Baena (6-3, 6-4), buttant comme à Indian Wells sur le numéro un Jannik Sinner qui vient de remporter son deuxième Majeur à l'US Open (4-6, 61-7). S'envolant pour l'Europe, il brille sur la fin de saison à Bâle où il se débarrasse du terrien Tomás Martín Etcheverry (6-3, 6-4), du vétéran Stanislas Wawrinka (7-62, 7-5) et surtout du numéro sept mondial Andrey Rublev (7-5, 63-7, 6-4), tête de série numéro une du tournoi. Il enchaîne avec deux jeunes Français, Arthur Fils, vainqueur de Tokyo qu'il sort (6-3, 7-69) et la surprise Giovanni Mpetshi Perricard qui le bat pour sa première finale sur le sol européen (4-6, 64-7), son adversaire s'octroyant à 21 ans son premier ATP 500 en carrière.

### 2025:1ertitre en Masters 1000 à Toronto, demi-finale à l'Open d'Australie, quart à Wimbledon, finale à Munich et entrée dans le top 10
Il démarre la saison à l'Open d'Australie et sort tout d'abord son compatriote Brandon Nakashima qui n'a jamais gagné de matchs ici en trois sets accrochés (7-63, 7-5, 7-5), puis l'ancien top 10 Pablo Carreño Busta (6-3, 6-3, 64-7, 6-4) qui vient de remporter son premier match en Majeur depuis deux ans ainsi que la tête de série numéro seize, Lorenzo Musetti (6-3, 3-6, 6-4, 7-65), demi-finaliste à Wimbledon la saison passée. Il profite ensuite d'un tableau ouvert et de l'abandon du vétéran Français Gaël Monfils, tombeur au tour précédent du numéro quatre mondial Taylor Fritz (7-63, 63-7, 7-62, 1-0 ab.) pour revenir deux ans après sa première participation en quarts de finale du tournoi. Il bat à le novice à ce stade Lorenzo Sonego (6-4, 7-5, 4-6, 7-64) pour s'immiscer dans le dernier carré pour la deuxième fois en Majeur. Confronté au numéro un mondial et tenant du titre Jannik Sinner, un troisième Italien sur sa route, il accroche ce dernier dans le premier set mais doit s'incliner en trois manches (62-7, 2-6, 2-6) comme lors du précédent Wimbledon.
Il s'envole en février pour la tournée américaine et s'impose devant Aleksandar Vukic à Dallas (6-3, 6-3), mais est surpris par l'Espagnol Jaume Munar (2-6, 63-7) dès le second tour. Il s'arrête au même stade à Acapulco, surpris par le vétéran Belge David Goffin (63-7, 3-6), après avoir sorti l'Italien Flavio Cobolli en deux tie-breaks. Il rebondit à Indian Wells, ne sourcillant pas contre le terrien Mariano Navone (6-3, 6-2), contre l'ancien Top 10 Karen Khachanov (6-3, 7-5) et son compatriote Brandon Nakashima (7-66, 6-1) pour lui permettre de disputer son premier quart dans le tournoi californien. Confronté au Britannique Jack Draper, demi-finaliste du dernier US Open, il cède en deux sets (4-6, 5-7) et permet à son adversaire de rejoindre pour la première fois de sa carrière le dernier carré d'un Masters 1000. Il déçoit à Miami, sorti d'entrée par le Hongkongais Coleman Wong, 182e mondial (63-7, 6-2, 65-7), puis à Monte-Carlo où il joue pour la deuxième fois et sort dès le premier tour contre Alejandro Davidovich Fokina, ancien finaliste (7-62, 2-6, 1-6).
Il est proche de la sortie en tant que tête de série numéro deux à Munich dès son entrée en lice contre le qualifié Croate Borna Gojo (4-6, 7-66, 7-63), puis se montre plus à son aise face au repêché Botic van de Zandschulp (7-61, 6-3) et contre l'Italien Luciano Darderi (6-4, 6-3). Après un match disputé contre l'Argentin Francisco Cerúndolo (2-6, 7-67, 6-4), il s'offre sa première finale de l'année contre le double vainqueur et numéro trois mondial Alexander Zverev, soutenu par le public. Il cède (2-6, 4-6), laissant le titre à son adversaire. Il rallie ensuite Madrid et comme l'année passée, s'incline au troisième tour contre le jeune Jakub Menšík, vainqueur à Miami (1-6, 4-6) après un gros duel remporté contre le terrien Mariano Navone (4-6, 7-65, 6-3), puis est battu à plate couture à Rome par l'Espagnol Jaume Munar (2-6, 1-6).
Il hérite à Roland-Garros de l'Italien Lorenzo Sonego, quart de finaliste à l'Open d'Australie en début de saison et renverse le match alors qu'il est mené deux sets à un (6-4, 4-6, 3-6, 6-2, 6-3). Profitant du forfait du local Hugo Gaston, il s'offre le novice Matteo Gigante qui vient de remporter ses premiers matchs en Majeur (6-3, 6-3, 6-4) pour rallier les huitièmes de finale, stade qu'il a atteint dans tous les Majeurs grâce à cette performance. Il rencontre le tenant du titre et favori Carlos Alcaraz, vainqueur à Monte-Carlo et Rome et montre une belle résistance contre l'Espagnol, obtenant trois balles de premier set, mais doit néanmoins s'incliner (68-7, 3-6, 6-4, 4-6). Il s'aligne mi-juin à Stuttgart et écarte le qualifié Français Pierre-Hugues Herbert (7-64, 7-5), spécialiste de double ainsi que le Tchèque Jiří Lehečka (6-4, 6-4). L'élimination dans le même temps du Russe Daniil Medvedev à Bois-le-Duc lui permet d'entrer pour la première fois de sa carrière dans le top 10. Retrouvant dans le dernier carré Alexander Zverev, il s'incline comme à Munich en deux manches (68-7, 61-7), puis perd sur le même score au premier tour du Queen's contre le Français Arthur Rinderknech, vainqueur de son premier top 10 en carrière. Il essuie une troisième défaite de suite à Majorque contre son jeune compatriote Learner Tien, vainqueur de son premier top 10 sur gazon (4-6, 62-7), juste avant Wimbledon où il se défait sans perdre un seul set des Australiens Alex Bolt (6-4, 7-61, 7-64) et Rinky Hijikata (6-2, 7-5, 6-4) et du Hongrois Márton Fucsovics (6-3, 7-64, 6-2). Il bat pour la troisième fois de l'année le même joueur en Grand Chelem au Temple, Lorenzo Sonego, ce qui n'était plus arrivé pour un joueur depuis les trois victoires de John McEnroe sur Jimmy Connors en 1984 (3-6, 6-1, 7-61, 7-5) pour rejoindre pour la première fois ici les quarts de finale. Il retrouve comme la saison passée cependant un autre Italien, Jannik Sinner, vainqueur de son deuxième Open d'Australie en début de saison et récent finaliste à Roland Garros. Malgré un coude douloureux, le numéro un mondial l'écarte en trois manches (62-7, 4-6, 4-6).
Il retrouve le dur américain à Washington et se montre sérieux contre ses compatriotes Mackenzie McDonald (6-3, 6-4) et Frances Tiafoe, demi-finaliste l'année passée à l'US Open (7-62, 6-4) ainsi que face au Canadien Gabriel Diallo (6-3, 6-2), vainqueur de son premier titre à Bois-Le-Duc quelques semaines plus tôt. Alors qu'il est favori de sa demi-finale contre Alejandro Davidovich Fokina, tombeur du numéro quatre Taylor Fritz au tour précédent, il s'incline de nouveau contre l'Espagnol (2-6, 5-7) qui bat pour la première fois un deuxième Top 10 lors du même tournoi. Il franchit pour la première fois le deuxième tour de l'Open du Canada contre le vétéran Adrian Mannarino (6-2, 6-3) mais rencontre plus de difficultés contre son compatriote Brandon Nakashima (68-7, 6-2, 7-65) et l'Italien Flavio Cobolli, récent quart de finaliste à Wimbledon et qui sert pour le match durant la rencontre (6-4, 4-6, 7-61). Rencontrant le huitième joueur mondial, Alex de Minaur, il s'offre grâce à sa première victoire sur un Top 10 de la saison sa première demi-finale en Masters 1000. Il enchaîne contre le numéro quatre Taylor Fritz, finaliste de l'US Open la saison passée (6-4, 6-3), battant pour la première fois en carrière deux Top 10 lors du meme tournoi. Il rencontre en finale la surprise Karen Khachanov qui dispute sa première finale à ce niveau depuis sept ans et remporte a l'issue d'un match serré (65-7, 6-4, 7-63) son premier Masters 1000 à Toronto. Il atteint son meilleur classement jusqu'alors en etant sixième mondial après le tournoi canadien. Il enchaîne avec le tournoi de Cincinnati où il continue d'apparaître brillant, profitant d'abord de l'abandon de Camilo Ugo Carabelli (6-3, 3-1 ab.), puis sortant le vétéran Roberto Bautista-Agut (7-63, 6-3) et de nouveau Jiří Lehečka (6-4, 6-4). Comme l'année dernière, il s'arrête face au numéro trois mondial Alexander Zverev, finaliste en début de saison à l'Open d'Australie (2-6, 2-6).

## Style de jeu
La meilleure arme de Shelton est son service. Il a la capacité de frapper un gros premier service, avec une moyenne de 200 km/h. Il peut également produire une quantité importante de coups sur ses deux premiers services. Gaucher, Shelton est puissant et régulier en coup droit et en revers. Il possède aussi une grande qualité athlétique qui lui permet de se déplacer aisément vers le filet à partir de ses puissants coups de fond pour terminer les points avec un bon niveau de volée. Il n'hésite pas à slicer lorsque que cela lui permet d'avancer dans son jeu.

## Palmarès

### Titres en simple messieurs
| No | Date       | Nom et lieu du tournoi                                        | Catégorie    | Dotation    | Surface      | Finaliste       | Score           |          |
| -- | ---------- | ------------------------------------------------------------- | ------------ | ----------- | ------------ | --------------- | --------------- | -------- |
| 1  | 16-10-2023 | Kinoshita Group Japan Open Tennis Championships, Tokyo        | ATP 500      | 1 857 660 $ | Dur (ext.)   | Aslan Karatsev  | 7-5, 6-1        | Parcours |
| 2  | 01-04-2024 | Fayez Sarofim & Co. US Men's Clay Court Championship, Houston | ATP 250      | 661 585 $   | Terre (ext.) | Frances Tiafoe  | 7-5, 4-6, 6-3   | Parcours |
| 3  | 27-07-2025 | National Bank Open presented by Rogers, Toronto               | Masters 1000 | 9 193 540 $ | Dur (ext.)   | Karen Khachanov | 65-7, 6-4, 7-63 | Parcours |

### Finales en simple
| No | Date       | Nom et lieu du tournoi    | Catégorie | Dotation    | Surface      | Vainqueur                  | Score     |          |
| -- | ---------- | ------------------------- | --------- | ----------- | ------------ | -------------------------- | --------- | -------- |
| 1  | 21-10-2024 | Swiss Indoors Basel, Bâle | ATP 500   | 2 385 100 € | Dur (int.)   | Giovanni Mpetshi Perricard | 6-4, 7-64 | Parcours |
| 2  | 14-04-2025 | BMW Open, Munich          | ATP 500   | 2 500 000 € | Terre (ext.) | Alexander Zverev           | 6-2, 6-4  | Parcours |

### Finales en double
| No | Date       | Nom et lieu du tournoi           | Catégorie | Dotation    | Surface    | Vainqueurs                     | Partenaire         | Score             |          |
| -- | ---------- | -------------------------------- | --------- | ----------- | ---------- | ------------------------------ | ------------------ | ----------------- | -------- |
| 1  | 31-07-2023 | Mubadala Citi DC Open Washington | ATP 500   | 2 013 940 $ | Dur (ext.) | Máximo González Andrés Molteni | Mackenzie McDonald | 64-7, 6-2, [10-6] | Parcours |

## Parcours dans les tournois du Grand Chelem

### En simple
| Année | Open d'Australie | Open d'Australie | Internationaux de France | Internationaux de France | Wimbledon      | Wimbledon     | US Open         | US Open        |
| ----- | ---------------- | ---------------- | ------------------------ | ------------------------ | -------------- | ------------- | --------------- | -------------- |
| 2022  | —                | —                | —                        | —                        | —              | —             | 1er tour (1/64) | Nuno Borges    |
| 2023  | 1/4 de finale    | Tommy Paul       | 1er tour (1/64)          | Lorenzo Sonego           | 2e tour (1/32) | Laslo Djere   | 1/2 finale      | Novak Djokovic |
| 2024  | 3e tour (1/16)   | Adrian Mannarino | 3e tour (1/16)           | Félix Auger-Aliassime    | 1/8 de finale  | Jannik Sinner | 3e tour (1/16)  | Frances Tiafoe |
| 2025  | 1/2 finale       | Jannik Sinner    | 1/8 de finale            | Carlos Alcaraz           | 1/4 de finale  | Jannik Sinner |                 |                |

N.B. : à droite du résultat se trouve le nom de l'ultime adversaire.

### En double messieurs
| Année | Open d'Australie                                                                  | Open d'Australie | Internationaux de France                                                          | Internationaux de France                                                           | Wimbledon                                                                         | Wimbledon | US Open                                                                           | US Open |
| ----- | --------------------------------------------------------------------------------- | ---------------- | --------------------------------------------------------------------------------- | ---------------------------------------------------------------------------------- | --------------------------------------------------------------------------------- | --------- | --------------------------------------------------------------------------------- | ------- |
| 2022  | —                                                                                 | —                | —                                                                                 | —                                                                                  | —                                                                                 | —         | 2e tour (1/16) C. Eubanks \|\| style="text-align:left;" \| L. Sonego A. Vavassori |         |
| 2023  | —                                                                                 | —                | 2e tour (1/16) M. Purcell \|\| style="text-align:left;" \| F. Cabral Rafael Matos | 1er tour (1/32) M. McDonald \|\| style="text-align:left;" \| Hugo Nys J. Zieliński | 1er tour (1/32) C. Eubanks \|\| style="text-align:left;" \| W. Koolhof N. Skupski |           |                                                                                   |         |
| 2024  | 1er tour (1/32) C. Eubanks \|\| style="text-align:left;" \| Y. Hanfmann D. Köpfer | —                | —                                                                                 | 2e tour (1/16) M. McDonald \|\| style="text-align:left;" \| N. Lammons J. Withrow  | —                                                                                 | —         |                                                                                   |         |

N.B. : le nom du partenaire se trouve sous le résultat ; les noms des ultimes adversaires se trouvent à droite.

### En double mixte
| Année | Open d'Australie | Open d'Australie | Internationaux de France | Internationaux de France | Wimbledon | Wimbledon | US Open                                                                       | US Open |
| ----- | ---------------- | ---------------- | ------------------------ | ------------------------ | --------- | --------- | ----------------------------------------------------------------------------- | ------- |
| 2023  | —                | —                | —                        | —                        | —         | —         | 1/2 finale T. Townsend \|\| style="text-align:left;" \| J. Pegula A. Krajicek |         |

N.B. : le nom de la partenaire se trouve sous le résultat ; les noms des ultimes adversaires se trouvent à droite.

## Parcours dans lesMasters 1000
| Année | Indian Wells            | Miami                | Monte-Carlo            | Madrid               | Rome              | Canada                | Cincinnati              | Shanghai                | Paris                  |
| ----- | ----------------------- | -------------------- | ---------------------- | -------------------- | ----------------- | --------------------- | ----------------------- | ----------------------- | ---------------------- |
| 2022  | —                       | —                    | —                      | —                    | —                 | —                     | 1/8 de finale C. Norrie | n.o.                    | —                      |
| 2023  | 2e tour T. Fritz        | 2e tour A. Mannarino | 1er tour G. Dimitrov   | 2e tour J.-L. Struff | 2e tour A. Bublik | 2e tour C. Alcaraz    | 2e tour S. Tsitsipás    | 1/4 de finale S. Korda  | 1er tour A. Davidovich |
| 2024  | 1/8 de finale J. Sinner | 3e tour L. Musetti   | —                      | 3e tour A. Bublik    | 3e tour Zhang Z.  | 2e tour A. Popyrin    | 1/4 de finale A. Zverev | 1/8 de finale J. Sinner | 2e tour A. Cazaux      |
| 2025  | 1/4 de finale J. Draper | 2e tour C. Wong      | 1er tour A. Davidovich | 3e tour J. Menšík    | 2e tour J. Munar  | Victoire K. Khachanov | 1/4 de finale A. Zverev |                         |                        |

N.B. : sous le résultat se trouve le nom de l’ultime adversaire.

## Confrontations avec ses principaux adversaires
Confrontations lors des différents tournois ATP et en Coupe Davis avec ses principaux adversaires (5 confrontations minimum et avoir été membre du top 10). Classement par pourcentage de victoires. Situation au 9 juillet 2025 :
| Joueur        | Meilleur classement | Confrontations | Victoires | Défaites | Pourcentage de victoires | Dernière confrontation                    |
| ------------- | ------------------- | -------------- | --------- | -------- | ------------------------ | ----------------------------------------- |
| Jannik Sinner | 1                   | 7              | 1         | 6        | 14,3                     | défaite (62-7, 4-6, 4-6) à Wimbledon 2025 |

## Victoires sur le top 10
Toutes ses victoires sur des joueurs classés dans le top 10 de l'ATP lors de la rencontre.
| Légende               |
| Grand Chelem          |
| Masters               |
| Jeux olympiques       |
| Masters 1000          |
| ATP 500               |
| ATP 250               |
| Coupe Davis Laver Cup |

| # | B.S.   | Tournoi    | Année | Surface    | Adversaire      | Rang  | Tour   | Score               |
| - | ------ | ---------- | ----- | ---------- | --------------- | ----- | ------ | ------------------- |
| 1 | no 229 | Cincinnati | 2022  | Dur        | Casper Ruud     | no 5  | 1/16   | 6-3, 6-3            |
| 2 | no 47  | US Open    | 2023  | Dur        | Frances Tiafoe  | no 10 | 1/4    | 6-2, 3-6, 7-67, 6-2 |
| 3 | no 20  | Shanghai   | 2023  | Dur        | Jannik Sinner   | no 4  | 1/8    | 2-6, 6-3, 7-65      |
| 4 | no 17  | Laver Cup  | 2024  | Dur (int.) | Daniil Medvedev | no 5  | Poules | 6-7, 7-5, [10-7]    |
| 5 | no 23  | Bâle       | 2024  | Dur (int.) | Andrey Rublev   | no 7  | 1/4    | 7-5, 63-7, 6-4      |
| 6 | no 7   | Toronto    | 2025  | Dur        | Alex de Minaur  | no 8  | 1/4    | 6-3, 6-4            |
| 7 | no 7   | Toronto    | 2025  | Dur        | Taylor Fritz    | no 4  | 1/2    | 6-4, 6-3            |

## Classements ATP en fin de saison
| Année          | 2021 | 2022 | 2023 | 2024 |
| Rang en simple | 568  | 97   | 17   | 21   |
| Rang en double | 594  | 288  | 95   | 101  |

Source : (en) Classements de Ben Shelton sur le site officiel de la Fédération internationale de tennis